# زبان آموری
زبان آموری یک زبان سامی منقرض شده است که در عصر برنز توسط قبایل آموریان در خاور نزدیک باستان تکلم می‌شد. این زبان از طریق زبان اوگاریتی که توسط برخی به عنوان غربی‌ترین گویش آن طبقه‌بندی می‌شود، و همچنین از طریق نام‌های خاص غیراکدی ثبت شده توسط کاتبان زبان اکدی در دوره‌های حکومت آموریان در بابل (پایان هزاره سوم و آغاز هزاره دوم پیش از میلاد) شناخته شده است.

## ویژگی‌های زبانی
زبان آموری یک زبان سامی شمال غربی باستانی محسوب می‌شود. ویژگی‌های قابل توجه آن شامل:
- تمایز میان وجه ناتمام و تام: مثلاً Yantin-Dagan به معنای "داگان می‌دهد"
- وجود شکل فعلی با حرف دوم مشدد: Yabanni-Il به معنای "خدا می‌آفریند"
- در مواردی که در اکدی "š" وجود دارد، در آموری مانند زبان عربی "h" وجود دارد
- صورت اول شخص مفرد کامل با پسوند -ti و جمع با -nu، مشابه زبان‌های کنعانی

## کشفیات جدید
در سال ۲۰۲۲، دو لوح بزرگ ۳۸۰۰ ساله دوزبانه (آموری-اکدی) منتشر شد که شامل گنجینه‌ای از متون زبان‌های سامی شمال غربی بود. این متون که به زبان آموری/کنعانی هستند، شباهت قابل توجهی به زبان عبری نشان می‌دهند و ثابت می‌کنند که زبانی بسیار نزدیک به عبری در هزاره دوم پیش از میلاد وجود داشته است.